# 에릭 B. & 라킴
에릭 B. & 라킴(Eric B. & Rakim)은 에릭 B.와 MC 라킴으로 이뤄진 롱아일랜드 출신의 힙합 듀오이다. 올뮤직은 "힙합의 소위 골든 에이지 동안에 에릭 B. & 라킴은 최고의 DJ/MC 팀으로 인식되었다"라고 평가하였다. NPR의 탐 테럴(Tom Terrell)은 이들을 현대 팜 음악 시기의 가장 영향력 있는 DJ/MC 듀오라고 평가한 반면, About.com의 편집자는 이들을 10명의 가장 위대한 힙합 듀오에서 5위에 선정하였다.
1987년 《페이드 인 풀》(Paid in Full)을 발매하면서 데뷔하였고, 1992년 《돈트 스웻 더 테크닉》(Don't Sweat the Technique)를 발표한 이후 해체되었다. 2016년 에릭 B.는 트위터에서 듀오를 재결성한다고 발표하였다.

## 디스코그래피
- Paid in Full (1987)
- Follow the Leader (1988)
- Let the Rhythm Hit 'Em (1990)
- Don't Sweat the Technique (1992)